# Округ Ајбирија (Луизијана)
Округ Ајбирија (енгл. Iberia Parish) је округ у америчкој савезној држави Луизијана.

## Демографија
По попису из 2010. године број становника је 73.240, што је 26 (0,0%) становника мање него 2000. године.
| Група             | 2000.          | 2010.          |
| Белци             | 47.122 (64,3%) | 44.502 (60,8%) |
| Афроамериканци    | 22.574 (30,8%) | 23.435 (32,0%) |
| Азијати           | 1.414 (1,9%)   | 1.754 (2,4%)   |
| Хиспаноамериканци | 1.101 (1,5%)   | 2.299 (3,1%)   |
| Укупно            | 73.266         | 73.240         |